# Pussycat (sång)
"Pussycat" är en sång av den svenske indierockartisten Timo Räisänen från 2005. Låten utgör spår nummer sex på dennes debutalbum Lovers Are Lonely (2005), men utgavs också som singel samma år.

## Låtlista
1. "Pussycat"
2. "Dirty Work"

## Listplaceringar
| Lista (2007) | Topplacering |
| ------------ | ------------ |
| Sverige      | 48           |

### Fotnoter
1. ↑  ”Timo Räisänen”. Svensk mediedatabas. http://smdb.kb.se/catalog/search?q=Timo+R%C3%A4is%C3%A4nen+typ%3Afonogram&sort=OLDEST. Läst 17 juni 2012.
2. ↑  Listplacering